# East Chicago
East Chicago is een plaats (city) in de Amerikaanse staat Indiana, en valt bestuurlijk gezien onder Lake County.

## Demografie
Bij de volkstelling in 2000 werd het aantal inwoners vastgesteld op 32.414.
In 2006 is het aantal inwoners door het United States Census Bureau geschat op 30.594, een daling van 1820 (-5.6%).

## Geografie
Volgens het United States Census Bureau beslaat de plaats een oppervlakte van 40,5 km², waarvan 31,0 km² land en 9,5 km² water.

## Verkeer en vervoer

### Wegverkeer
East Chicago is over de weg bereikbaar via de Interstate 90, waarvandaan de U.S. Route 12 en de U.S. Route 20 naar de stad zelf lopen.

### Openbaar vervoer
"The South Shore Train" (South Bend Airport - Chicago) heeft een station in East Chicago.
Het busvervoer wordt verzorgd door de East Chicago Transit met drie buslijnen, waarvan er één ook rijdt naar Gary.

## Plaatsen in de nabije omgeving
De onderstaande figuur toont nabijgelegen plaatsen in een straal van 12 km rond East Chicago.